# Thông Giác Thủy Nguyệt
Thông Giác Thủy Nguyệt (zh. 通覺水月, năm 1637 – ngày 6 tháng 3 năm 1704), còn có hiệu là Đạo Nam Quốc sư, là Thiền sư Việt Nam thời Lê Trung Hưng, thuộc đời thứ 31 tông Tào Động và là sơ tổ của Tào Động tông tại miền Bắc Việt Nam. Sư từng có thời gian tham học với Thiền sư Nhất Cú Trí Giáo ở vùng Hồ Châu, tỉnh Chiết Giang, Trung Quốc và được vị này ấn khả, kế thừa dòng pháp. Sau khi về nước, sư nỗ lực hoằng dương Phật pháp và có môn đệ xuất chúng là Thiền sư Chân Dung Tông Diễn.

## Tiểu sử
Sư họ Đặng, sinh năm Đinh Sửu (1637), quê ở Thanh Tríều, huyện Ngự Thiên, phủ Tiên Hưng, đạo Sơn Nam (nay là thôn Thanh Tríều, xã Tân Lễ, huyện Hưng Hà, tỉnh Thái Bình). Lớn lên, sư theo học Nho giáo. Đến 18 tuổi, sư thi đậu Cống cử tứ trường và được chọn làm quan.

## Quá trình tu tập
Năm 20 tuổi, sư chán cõi đời vô thường và khởi ý chí tu hành giải thoát, mong muốn được tu Thiền học đạo. Sư bèn bỏ nghiệp Nho, tìm đến chùa xã Hổ Đợi, huyện Thụy Anh xin xuất gia học đạo. Ở đây sáu năm học các kinh sách, sư biết đó chưa phải là tông chỉ đúng đắn của đạo, bèn xin phép thầy đi du phương tham vấn khắp nơi. Sư đi tham vấn rất nhiều bậc tôn túc trong nước nhưng cơ duyên không khế hợp.
Năm 28 tuổi, sư quyết chí sang Trung Quốc cầu đạo. Tháng 3 năm Giáp Thìn (1664) niên hiệu Cảnh Trị Tríều Lê, sư bắt đầu hành trình sang Trung Quốc tìm thầy học đạo, cùng đi theo có 2 vị thị giả. Trên đường đi, một vị thị giả vì bị bệnh mà qua đời, sư bèn chôn cất tạm bên đường, cùng vị thị giả còn lại tiếp tục hành trình và phát nguyện sau khi được đạo về sẽ siêu độ cho người thị giả kia. Một hôm qua suối, sư ngẫu hứng làm thơ:
Non nước với ta có nhân duyên
Đã lội suối rồi lại vượt non
Nước rửa bụi trần nhọc nhằn hết
Núi nâng chân bước ngàn đạo cao.
Năm 1665, sư đến địa phận vùng Hồ Châu, tỉnh Triết Giang, Trung Quốc. Sau nhiều ngày đi đường hỏi han sư mới đến được núi Phượng Hoàng (nay là núi Nhân Hoàng thuộc thành phố Hồ Châu, tỉnh Triết Giang). Tại núi này có Thiền sư Trí Giáo đang hoằng pháp và xiển dương Tào Động tại Nhân Vương Hộ Quốc Thiền Tự. Vì bất đồng ngôn ngữ nên sư chưa thể nhập chúng tu. Sư bèn kết am trước chùa, ban ngày học nói tiếng Trung, đêm chuyên tâm tọa Thiền.
Sau 3 tháng, sư thông thạo cách phát âm tiếng Trung. Vì trong lòng rất muốn được tham vấn bậc thượng đức nên sư viết thư nhờ vị tăng giữ cửa gửi cho Thiền sư Trí Giáo để bày tỏ tấm lòng cầu đạo của mình. Thiền sư Trí Giáo xem thư xong, tuy chưa nhìn thấy mặt nhưng trong lòng cảm thấy rất ưng ý và cho gọi sư vào phương trượng.
Sư đỉnh lễ Thiền sư trước phương trượng, Hòa thượng Trí Giáo cất tiếng hỏi: "Trước khi cha mẹ chưa sanh, trong ấy cái gì là bản lai diện mục của ngươi?" Sư thưa: "Mặt trời sáng giữa hư không." Hòa thượng nói: "Đánh ba mươi gậy, một gậy cũng không tha." Sư lại lễ rồi cuốn chiếu. Hòa thượng bảo: "Cho ngươi nhập chúng, tùy theo chúng tham vấn!" Từ đây, sư được nhập chúng tham Thiền, học kinh điển và lao tác. Đến năm sau, sư xin Hòa thượng Trí Giáo cho thọ giới cụ túc và tháng 4 cùng năm, Hòa thượng Trí Giáo lập đàn truyền giới cho sư thọ giới cụ túc, khi ấy sư vừa tròn 30 tuổi.
Trải qua hơn sáu năm tu học ở Trung Quốc, một hôm Hòa thượng gọi sư vào phương trượng hỏi: "Đã thấy tính (Phật Tính) chưa?" Sư ra lễ bái, trình bài kệ:
Phiên âm
Viên minh thường tại thái hư trung
Cương bị mê vân vọng khởi long
Nhất đắc phong xuy vân tứ tán
Hằng sa thế giới chiếu quang thông.
Dịch nghĩa
Sáng tròn thường ở giữa hư không
Bởi bị mây mê vọng khởi lồng
Một phen gió thổi mây tứ tán
Thế giới hà sa sáng chiếu thông.
Trí Giáo hỏi: "Chỗ an thân lập mệnh của ông là chỗ nào?"
Sư đáp: "Trong gió, lửa nổi dậy. Trên sóng nước an nhiên."
Trí Giáo hỏi tiếp: "Ðêm ngày ông giữ gìn nó ra sao?"
Sư đáp: "Ðúng ngọ trăng sao hiện. Nửa đêm mặt trời hồng."
Trí Giáo nói: "Chuyện an thân lập mệnh như thế được rồi, còn chuyện mặt mũi xưa nay của ông như thế nào?"
Sư thưa: "Quơ sào trên bóng cỏ. Tên nhọn sẽ bay ra."
Trí Giáo hoàn toàn hài lòng, đưa tay điểm lên trán sư 3 cái thầm ấn khả sư đã đại ngộ rồi nói: "Con rắn hai đầu ấy, đừng để nó chạy thoát! Hãy xỏ mũi nó! Cẩn thận! Người xứng đáng là con cháu ngoan của tông Tào Ðộng. Ta cho pháp hiệu là Thông Giáo Đạo Nam Thiền sư." Trí Giáo cho phép sư về Việt Nam mở Động Tông Nam Truyền - là một phái phụ của tông Tào Động với bài kệ truyền pháp phái:
Tịnh trí thông tông
Từ tính hải khoan
Giác đạo sinh quang
Chính tâm mật hạnh
Nhân đức vi lương
Tuệ đăng phổ chiếu
Hoằng pháp vĩnh trường.
Tháng 10 năm Khang Hy thứ 6, sư sửa soạn hành lý, chào tạm biệt các đồng đạo, huynh đệ trong Thiền tự để chuẩn bị về nước. Trước khi đi, Trí Giáo sách tấn: "Ngươi về nên tinh tấn làm Phật sự, giảng nói đề cao chánh pháp, không nên chần chờ để tâm theo với vọng trần, trái lời Phật. Ngươi thành tâm đi muôn dặm đến đây nay tôi cho một bài kệ để gắng tiến:
Phiên âm
Quế nham suy phức tục truyền đăng
Thu nhập trường không quế bích đằng
Trì nhĩ viên lai khai bảo kính
Từ dư quy khứ thị kim thằng
Thuỵ thâm Phượng lĩnh thiên trùng tuyết
Cáp thụ An Nam nhất cá tăng
Dạ bán cẩm hà sơn hậu khởi
Hạo tòng thiên tế thức tăng hằng.
Truyền: Động thượng chính tông, ngũ thế trụ trì Nhân Ngũ Trí Giáo thư.
Thời: Khang Hy lục thập nguyệt, Đạt Ma tổ sư đản nhật thụ ký.
Dịch nghĩa
Rừng quế gương xưa đền nối sáng
Thu về đâu đấy ngát mùi hương
Vì người xa đến treo gương báu
Từ biệt ta về chỉ đạo Thiền
Ai vào núi Phụng nghìn trùng tuyết
Dường có An Nam một vị tăng
Nửa đêm áo gấm ra sau núi
Như ở chân trời thấy mặt trăng.
Truyền Tào Động chính tông, trụ trì đời thứ năm là Nhân Ngũ Trí Giáo viết vào ngày khánh đản đức Bồ-đề-đạt-ma tháng 10 năm Khang Hy thứ 6."

## Hoằng pháp
Sư cùng thị giả trở về nước, đi bộ 5 tháng mới đến địa phận tỉnh Cao Bằng và thăm lại mộ người thị giả xưa. Sư tụng kinh siêu độ 3 ngày thì trên mộ mọc lên một đóa hoa sen. Dân chúng thấy kỳ lạ nên đua nhau đến xem. Kể từ đó, tông Tào Động ở phương Nam được thịnh hành, có người vì kính đức hạnh cúa sư mà cúng dường, hay xin được quy y, thọ giới, theo sư tu tập.
Từ Cao Bằng, trải qua gần 1 tháng sư mới về đến Côn Sơn - di tích cũ của Thiền sư Huyền Quang. Thấy cảnh vật trang nghiêm đẹp đẽ, sư làm bài kệ:
Nước biếc non xanh vượt cõi phàm
Tào Khê riêng có cảnh trời Nam
Chẳng riêng thờ phụng ba thân Phật
Có bậc trạng nguyên ứng trụ trì.
Kế đến, sư đi thăm các ngôi chùa cổ, chiêm bái các chốn tùng lâm. Có khi sư lên núi Yên Tử tọa Thiền, hoặc đến chùa Quỳnh Lâm giảng giới luật. Sư đến Đông Sơn (Non Đông), huyện Đông Tríều, tỉnh Quảng Ninh thì thấy đã có vị cao tăng trụ trì ở trên núi Thượng Long từ trước nên sư đến trụ trì và giáo hóa tại chùa Hạ Long. Sư ở chùa Hạ Long xiển dương tông phong Tào Động và thu hút người đến tham học rất đông đúc.
Một hôm, sư ngồi tựa ghế chợt thấy một con chim xanh bay tới, liền đốn ngộ tự ngâm kệ rằng:
Hoa xuân nở hết lai sương thu
Đời mộng nào chắc mãi bền lâu
Vượt hẳn trời cao vui tự tại
Càng khôn đâu chổ vướng trần nhơ.
Ngâm xong, hôm sau sư lên chùa Thượng Long chơi và nói với vị cao tăng trên ấy rằng: "Anh em ta tuổi tác đã cao, ngày tháng kéo dài, nay là lúc phải thanh nhàn, muốn cùng nhau lên núi nhập Niết Bàn." Vị ấy đáp: "Thanh Huynh! Hương đạo quả đã chín, xin hãy về nghỉ ngơi trước, tôi vẫn còn duyên ứng thế độ sinh, ngày sau viên mãn, sẽ theo về cũng chưa muộn." Hôm đó, sư về chùa Hạ Long gọi đệ tử nối pháp là Tông Diễn đến nói kệ phó chúc:
| Thủy xuất đoan do tẩy thế trần Trần thanh thủy phục nhập nguyên chân Dữ quân nhất bát cam lộ thủy Bái tác ân ba độ vạn dân. | Nước cốt tuôn ra rửa bụi trần Sạch rồi nước lại trở về chân Cho ngươi bát nước cam lộ quý Ân tưới chan hoà độ vạn dân. |

Và bài kệ:
| 山織錦水畫圖 玉泉涌出白酡酥 岸上黃花鶯弄語 波中碧水鰈群呼 月白堂堂魚父醉 日紅耿耿繭婆晡 | Sơn chức cẩm thủy hoạ đồ Ngọc tuyền dũng xuất bạch đà tô Ngạn thượng hoàng hoa oanh lộng ngữ Ba trung bích thủy điệp quần hô Nguyệt bạch đường đường ngư phủ tuý Nhật hồng cảnh cảnh kiển bà bô. | Núi dệt gấm, nước vẽ hình Suối ngọc chảy, tuôn rượi đà tô Bờ cúc nở hoa hoàng oanh hót Nước trong sóng biếc cá điệp nhào Trăng sáng rỡ ràng ông chài ngủ Trời soi rừng rực kén nằm nhô. |

Sau đó, sư cáo biệt đại chúng, nói rằng: "Ta nay lên chơi núi Nhẫm bảy ngày nếu như không trở về, thì các ngươi tìm chổ nào có mùi thơm, thì ta ở chổ đó." Chúng bùi ngùi rơi lệ nhưng không ai dám đi theo. Sau đó 7 ngày, môn đệ lên núi thấy mùi hương ngào ngạt rất lạ. Họ đi đến một hang động đá ở núi Nhẫm Dương (tỉnh Hải Dương) thì thấy sư ngồi trang nghiêm kiết già trên một tảng đá đã thị tịch từ khi nào, thân thể vẫn mềm mại như lúc sống.
Bấy giờ là ngày 6 tháng 3 năm Giáp Thìn, niên hiệu Chính Hòa thứ hai mươi, đời vua Lê Hi Tông (1704), sư thọ 68 tuổi. Tứ chúng thỉnh nhục thân sư về hỏa táng chia xá lợi xây tháp thờ hai nơi, một tháp ở đầu núi Hạ Long, một tháp ở trước hang núi Nhẫm Dương. Vua Lê Hi Tông ban thụy hiệu là Đạo Nam Quốc Sư Bồ Tát. Hành trạng về cuộc đời của sư được ghi lại trong Tào Động Tông Nam Truyền Tổ Sư Ngữ Lục  và Tào Động Hồng Phúc Phổ Hệ.